# Serghei Mureico
Serghei Mureico (Kisinyov, 1970. július 2. –) olimpiai bronzérmes, Európa-bajnok moldáv birkózó, aki 1997 óta bolgár színekben versenyzett.

## Pályafutása
Kötöttfogás szupernehézsúlyban versenyzett. 1996-ig szülőhazáját Moldovát, majd Bulgáriát képviselte. Három olimpián vett részt. 1996-ban bronzérmes, 2000-ben 19., 2004-ben 8. helyezett lett.
1993 és 2004 között a világbajnokságokon két ezüst- és egy bronz-, az Európa-bajnokságokon egy-egy arany-, illetve ezüst-, és hat bronzérmet szerzett. 1997-es Európa-bajnoki címét fő riválisa, Alekszandr Karelin távollétében nyerte.

## Sikerei, díjai
- Olimpiai játékok – kötöttfogás, 130 kg
  - bronzérmes: 1996, Atlanta
- Világbajnokság – kötöttfogás, 130 kg
  - ezüstérmes (2): 1993, 1995
  - bronzérmes: 1999
- Európa-bajnokság – kötöttfogás, 130 kg
  - aranyérmes: 1997
  - ezüstérmes: 2000
  - bronzérmes (6): 1993, 1995, 1996, 1998, 2001, 2004